# Hôtel de Ligne
L'hôtel de Ligne est un hôtel de maître de style néo-classique situé au numéro 72 de la rue Royale, face au parc de Bruxelles, à Bruxelles en Belgique.

## Historique
L'hôtel de Ligne fait partie du vaste ensemble de bâtiments de style néo-classique construits sur la place Royale de Bruxelles et aux abords du parc de Bruxelles à la fin du XVIIIe siècle.
Attribué à l'architecte français Barnabé Guimard, il fut construit vers 1777 pour le comte de Lannoy,.
Il fut acquis par le prince de Ligne en 1834, par les « Tramways bruxellois » en 1897, par une banque en 1898 et, de 2001 à 2019, par Ethias.
Il abrite actuellement le Parlement de la Communauté française de Belgique, qui a acquis le bâtiment en 2019.

## Architecture
L'hôtel de Ligne présente des façades enduites et peintes en blanc.

## Accessibilité
| ___ | Ce site est desservi par la station de métro : Parc. |